# Superviseur international de Brčko
 (mai 2025).
Le superviseur international de Brčko est le représentant de la société internationale dans le district de Brčko, en Bosnie-Herzégovine.
En 2024, tous les superviseurs internationaux étaient originaires des États-Unis, tandis que leurs principaux adjoints étaient originaires de pays de l'Union européenne. Depuis 2007, le superviseur international pour Brčko exerce les fonctions de principal adjoint du Haut représentant international en Bosnie-Herzégovine.

## Suspension du Bureau du superviseur international
À la suite de la réunion du Conseil de mise en œuvre de la paix du 23 mai 2012, il a été décidé de suspendre, et non de mettre fin, au mandat du superviseur international de Brčko. Le Tribunal arbitral de Brčko, ainsi que la supervision de Brčko suspendue, continueront d'exister.

## Liste des superviseurs internationaux
| #                                               | Nom                        | Naissance-Décès | Entrée en fonction | Sortie de fonction | Nationalité |
| ----------------------------------------------- | -------------------------- | --------------- | ------------------ | ------------------ | ----------- |
| 1                                               | Robert William Farrand     | 1934–2022       | 7 mars 1997        | 2 juin 2000        | États-Unis  |
| 2                                               | Gary L. Matthews           | 1939–           | 2 juin 2000        | 13 mars 2001       | États-Unis  |
| *                                               | Gerhard Sontheim (intérim) |                 | 14 mars 2001       | 19 avril 2001      | Allemagne   |
| 3                                               | Henry Lee Clarke           | 1941–           | 20 avril 2001      | 30 septembre 2003  | États-Unis  |
| *                                               | Gerhard Sontheim (intérim) |                 | 1 octobre 2003     | 15 janvier 2004    | Allemagne   |
| 4                                               | Susan Rockwell Johnson     | 1949–           | 16 janvier 2004    | 30 septembre 2006  | États-Unis  |
| 5                                               | Raffi Gregorian            | 1963–           | 1 octobre 2006     | 31 juillet 2010    | États-Unis  |
| *                                               | Gerhard Sontheim (intérim) |                 | 1 août 2010        | 19 septembre 2010  | Allemagne   |
| 6                                               | Roderick W. Moore,         | 1964–           | 20 septembre 2011  | 21 octobre 2013    | États-Unis  |
| Supervision suspendue à compter du 31 août 2012 |                            |                 |                    |                    |             |
| 7                                               | Tamir G. Waser             | 1956–           | 21 octobre 2013    | aoput 2014         | États-Unis  |
| 8                                               | David M. Robinson          | 1949–           | 1 septembre 2014   | septembre 2015     | États-Unis  |
| 9                                               | Bruce G. Berton            | 1961–           | 2 septembre 2015   | octobre 2017       | États-Unis  |
| 10                                              | Dennis Walter Hearne       |                 | octobre 2017       | novembre 2018      | États-Unis  |
| 11                                              | Michael Scanlan            | 1961–           | février 2019       | 30 juin 2022       | États-Unis  |
| 12                                              | Jonathan Mennuti           |                 | 30 juin 2022       | 13 août 2024       | États-Unis  |
| 13                                              | Louis J. Crishock          | 1971–           | 13 août 2024       | en fonction        | États-Unis  |

1. ↑  Raffi Gregorian a par la suite exercé les fonctions de principal adjoint du Haut représentant international en Bosnie-Herzégovine à partir de janvier 2007, comme tous ces successeurs par la suite[5].

## Voir également
- Brčko
- District de Brčko
- Liste des maires de Brčko
- Haut représentant pour la Bosnie-Herzégovine